# Kolumna (żonglerka)
Kolumna to trik w żonglerce wykonywany przy użyciu trzech piłeczek.
Podrzucamy do środka piłeczkę z ręki, w której trzymamy dwie piłeczki, gdy spada wyrzucamy jednocześnie obie piłeczki (z obu rąk) pionowo w górę i łapiemy tę, która spada dowolną ręką. Gdy tamte piłeczki spadają wyrzucamy pomiędzy nimi trzecią. Czynność powtarzamy dowolną liczbę razy.